# Samuel Hill (sacerdote)
El Venerable Samuel Hill fue un sacerdote anglicano en Inglaterra.
Hill nació en South Petherton, Somerset, y estudió en St Mary Hall, Oxford. Tuvo cargos en Middlezoy, Kilmington y Bruton. Fue canónigo de la Catedral de Lichfield en 1633 y Precentor en 1636. Hill fue Archidiácono de Wells desde 1707 hasta su muerte el 7 de marzo de 1716.